# Миланко Петровић
Миланко Петровић (Сјеница 21. септембар 1988) је бивши најбољи српски биатлонац, учесник Зимских олимпијских игара 2010. у Ванкуверу и 2014. у Сочију и освајач две златне и једне бронзане медаље на Универзијади. Каријеру је окончао 2014.године.
На четвртом колу Светског купу 2012/13. у немачком Оберхофу, заузео је 39. место у дисциплини 10 км спринт, 40. место у дисциплини потера и освојио прве бодове у обе дисциплине. Ово су први бодови Србије у Светском купу у биатлону икада. На трци седмог кола у Ослу, заузео је 35. место у потери, и забележио нове бодове као и рекордан пласман на Светском купу.
У сезони 2012/13. опробао се и у скијашком трчању. Дана 2. децембра 2012. у Зефелду учествовао је у ФИС трци на 10 км у скијашком трчању слободним стилом, и освојио 8 место. Тим пласманом и освојених 49,55 ФИС бодова, остварио је А норму за Зимске олимпијске игре 2014. у Сочију, и право наступа на тркама Светског купа у нордијском скијању.

## Почеци
Миланко Петровић је студент, члан Биатлон клуба Лавина из Београда. Тренер му је Тихомир Милосављевић. Такмичи се у свим дисцилинама биатлона.
Прво значајније такмичење је било Светско првенство у биатлону 2008. у Естерсунду у Шведској, затим 2009. у Пјонгчангу у Јужној Кореји, а круна су биле Зимске олимпијске игре 2010. у Ванкуверу.
Поред ових такмичења Миланко Петровић је од сезоне 2008/09. повремено учествовао и у такмичењу за Светски куп у биатлону. Од сезоне 2011/12, редовно се такмичи у свим дисциплинама Светског купа.

## Резултати Миланка Петровића

### Зимске олимпијске игре
| Такмичење             | Место             | Дисциплина  | Резултат | Резултат    | Резултат  | Резултат           |
| Такмичење             | Место             | Дисциплина  | Време    | Промашаји   | Заостатак | Пласман / учесника |
| --------------------- | ----------------- | ----------- | -------- | ----------- | --------- | ------------------ |
| Олимпијске игре 2010. | Ванкувер · Канада | Спринт      | 28:38,9  | 4 (1+3)     | 4:31,1    | 81 / 87 (88)       |
| Олимпијске игре 2010. | Ванкувер · Канада | Појединачно | 59:44,0  | 7 (2+1+2+2) | 11:21,5   | 87 / 88 (88)       |
| Олимпијске игре 2014. | Сочи · Русија     | Спринт      | 27:08.2  | 3 (1+2)     | 2:34.7    | 69 / 87 (87)       |
| Олимпијске игре 2014. | Сочи · Русија     | Појединачно | 56:45.4  | 6 (1+2+0+3) | 7:13.7    | 68 / 87 (89)       |

### Светска првенства
| Такмичење               | Место                    | Дисциплина  | Резултат  | Резултат      | Резултат  | Резултат           |
| Такмичење               | Место                    | Дисциплина  | Време     | Промашаји     | Заостатак | Пласман / учесника |
| ----------------------- | ------------------------ | ----------- | --------- | ------------- | --------- | ------------------ |
| Светско првенство 2008. | Естерсунд · Шведска      | Појединачно | 1:07:45,3 | 10 (2+3+2+3)  | 15:53,4   | 102 / 109 (112)    |
| Светско првенство 2008. | Естерсунд · Шведска      | Спринт      | 29:40,4   | 5 (2+3)       | 7:15.0    | 112 / 114 (114)    |
| Светско првенство 2008. | Естерсунд · Шведска      | Штафета     | 1:43:43,2 | 30 (4+8 6+12) | 22:42,5   | 24 / 24 (24)       |
| Светско првенство 2009. | Пјонгчанг · Јужна Кореја | Појединачно | 1:05:02,5 | 9 (1+2+2+3)   | 12:34,5   | 105 / 116 (120)    |
| Светско првенство 2009. | Пјонгчанг · Јужна Кореја | Спринт      | 30:54,1   | 5 (2+3)       | 6:37,6    | 111 / 119 (123)    |
| Светско првенство 2009. | Пјонгчанг · Јужна Кореја | Штафета     | 1:25:09,2 | 21 (1+3 5+12) | 17:05,1   | 26 / 26 (26)       |
| Светско првенство 2011. | Ханти-Мансијск · Русија  | Појединачно | 58:11,2   | 7 (1+1+2+3)   | 9:41,3    | 87 / 121 (123)     |
| Светско првенство 2011. | Ханти-Мансијск · Русија  | Спринт      | 28:10,4   | 4 (2+2)       | 3:36.4    | 81 / 125 (125)     |
| Светско првенство 2011. | Ханти-Мансијск · Русија  | Штафета     | ЛАП       | 24 (2+9 2+11) | ЛАП       | 26 / 26 (26)       |
| Светско првенство 2012. | Рухполдинг · Немачка     | Појединачно | 59:40,9   | 11 (5+0+4+2)  | 12:52,7   | 112 / 135 (139)    |
| Светско првенство 2012. | Рухполдинг · Немачка     | Спринт      | 27:09,5   | 2 (1+1)       | 2:50.9    | 65 / 136 (139)     |
| Светско првенство 2012. | Рухполдинг · Немачка     | Штафета     | ЛАП       | 0+15          | ЛАП       | 25 / 29 (29)       |
| Светско првенство 2013. | Нове Мјесто · Чешка      | Појединачно | 58:49,5   | 6 (2+2+1+1)   | 9:06.5    | 88 / 130 (136)     |
| Светско првенство 2013. | Нове Мјесто · Чешка      | Спринт      | 25:38,7   | 3 (1+2)       | 2:13,6    | 49 / 136           |
| Светско првенство 2013. | Нове Мјесто · Чешка      | Потера      | 37:26,6   | 6 (2+2+2+0)   | 4:51,1    | 47 / 57 (58)       |
| Светско првенство 2013. | Нове Мјесто · Чешка      | Штафета     | ЛАП       | ЛАП           | ЛАП       | ЛАП                |

### Европска првенства
| Такмичење                | Место                     | Дисциплина  | Резултат | Резултат     | Резултат  | Резултат           |
| Такмичење                | Место                     | Дисциплина  | Време    | Промашаји    | Заостатак | Пласман / учесника |
| ------------------------ | ------------------------- | ----------- | -------- | ------------ | --------- | ------------------ |
| Европско првенство 2010. | Отепја · Естонија         | Појединачно | 77:52,8  | 13 (3+5+2+3) | 18:04,8   | 63 / 65 (69)       |
| Европско првенство 2010. | Отепја · Естонија         | Спринт      | 30:65,6  | 5 (3+2)      | 4:36.2    | 62 / 70 (70)       |
| Европско првенство 2011. | Вал-Ридана · Италија      | Појединачно | 68:63,3  | 8 (3+3+1+1)  | 10:10,3   | 59 / 65 (71)       |
| Европско првенство 2011. | Вал-Ридана · Италија      | Спринт      | 28:61,6  | 2 (2+0)      | 2:50.4    | 38 / 67 (73)       |
| Европско првенство 2011. | Вал-Ридана · Италија      | Потера      | 45:59,3  | 7 (1+2+9+4)  | 6:01,6    | 42 / 53 (60)       |
| Европско првенство 2012. | Брезно-Осрблие · Словачка | Појединачно | 53:08,6  | 4 (1+1+1+1)  | 4:47,9    | 20 / 70 (76)       |
| Европско првенство 2012. | Брезно-Осрблие · Словачка | Спринт      | 24:01,6  | 2 (1+0)      | 47.4      | 9 / 79 (80)        |
| Европско првенство 2013. | Банско · Бугарска         | Појединачно | 57:36.8  | 6 (2+0+2+2)  | 4:46,6    | 36 / 65 (69)       |
| Европско првенство 2013. | Банско · Бугарска         | Спринт      | 27:37,6  | 2 (0+2)      | 2:03.2    | 22 / 60 (64)       |
| Европско првенство 2013. | Банско · Бугарска         | Потера      |          |              |           | Није стартовао     |
| Европско првенство 2014. | Нове Место · Чешка        | Појединачно | 55:56,2  | 5 (1+1+1+2)  | 3:38,6    | 14 / 86 (88)       |
| Европско првенство 2014. | Нове Место · Чешка        | Спринт      | 23:51,5  | 3 (2+1)      | 1:11.4    | 8 / 87 (89)        |
| Европско првенство 2014. | Нове Место · Чешка        | Потера      | 35:13,9  | 7 (1+0+1+5)  | 3:57,5    | 15 / 54 (60)       |

### Светски куп
| Сезона  | Појединачно | Појединачно | Спринт | Спринт  | Потера | Потера  | Масовни старт | Масовни старт | Укупно | Укупно  |
| Сезона  | Бодови      | Пласман     | Бодови | Пласман | Бодови | Пласман | Бодови        | Пласман       | Бодови | Пласман |
| ------- | ----------- | ----------- | ------ | ------- | ------ | ------- | ------------- | ------------- | ------ | ------- |
| 2012–13 | —           | —           | 8      | 80.     | 7      | 72.     | —             | —             | 15     | 86.     |
| 2013–14 | 6           | 52.         | 10     | 8.      | -      | -       | -             | -             | 16     | 86.     |